# Уолтър М. Милър-младши
Уолтър Майкъл Милър-младши е американски автор на научна фантастика, известен предимно с едно произведение – Кантата за Лайбовиц – единственият роман, който е публикувал приживе.

## Биография
Милър израства във Флорида. Следва в Университета на Тенеси и Университета на Тексас, и работи като инженер. През Втората световна война служи във Военновъздушните сили като бордови радист и стрелец. Участвал е в 53 бомбардировки над Италия. Една от тях е бомбардирането на бенедиктинското абатство в Монте Казино, което той изживява тежко.
„Кантата за Лайбовиц“, пост-апокалиптичен роман, публикуван през 1959 г., е смятан за един от шедьоврите на жанра. През 1961 г. той печели наградата „Хюго“ за най-добър роман. Представлява задълбочен размисъл върху световната история и католицизма – изповеданието, което авторът приема през 1947 г. Милър сглобява романа от три тясно свързани повести, които е публикувал по-рано в „Ди Мегъзин ъв Фентъзи енд Сайънс Фикшън“. През 1981 г. WHA Radio и National Public Radio създават негова радиоадаптация. Милър е публикувал също около 40 научнофантастични разказа, почти всички между 1951 и 1955 г.
Милър има четири деца. През последните си години той става саможив и започва да избягва контакти с когото и да било, дори членовете на семейството си. Застрелва се, след като е написал по-голямата част от продължение на „Кантата за Лайбовиц“, озаглавено „Свети Лайбовиц и жената с дивия кон“. То е довършено от Тери Бисън и публикувано през 1997 г.

## Произведения

### Романи
- „Кантата за Лайбовиц“ (A Canticle for Leibowitz), 1959 г. (Носител на награда „Хюго“ за роман за 1961 г.)
  - Издадена на български като „Апокалипсис I“ – съкратен и леко преработен вариант.
- „Свети Лайбовиц и жената с дивия кон“ (Saint Leibowitz and the Wild Horse Woman), 1997 г.

### Разкази
- „Черно освещаване“ (Dark Benediction), 1951 г.
- „Изард и мембраната“ (Izzard and the Membrane), 1951 г.
- „Малките тръпки“ (The Little Creeps), 1951 г.
- „Тайната на купола на смъртта“ (The Secret of Death Dome), 1951 г.
- „Песента на Ворху“ (The Song of Vorhu), 1951 г.
- „Празнодушците“ (The Soul-Empty Ones), 1951 г.
- „Космическата вещица“ (The Space Witch), 1951 г.
- „Някой друг като мен?“ (Anybody Else Like Me?), 1952 г.
- „Големият глад“ (The Big Hunger), 1952 г.
- „Големият Джо и N-тото поколение“ (The Big Joe and the N-th Generation), 1952 г.
- „Горчива победа“ (Bitter Victory), 1952 г.
- „Кръвна банка“, (Blood Bank), 1952 г.
- „Студено пробуждане“ (Cold Awakening), 1952 г.
- „Изпълнителност на команди“ (Command Performance), 1952 г.
- „Глупавият сервитьор“ (Dumb Waiter), 1952 г.
- „Гробна песен“ (Gravesong), 1952 г.
- „Пусни народа ми“ (Let My People Go), 1952 г.
- „Няма луна за мен“ (No Moon For Me), 1952 г.
- „Колебливият предател“ (The Reluctant Traitor), 1952 г.
- „Шест и десет правят Джони“ (Six And Ten Are Johnny), 1952 г.
- „Crucifixus Etiam“, 1953 г.
- „Дарфстелерът“ (The Darfsteller), 1953 г. (Носител на награда „Хюго“ за новела за 1955 г.)
- „Аз, мечтателят“ (I, Dreamer), 1953 г.
- „Сеячът не жъне“ (The Sower Does Not Reap), 1953 г.
- „Селяндурът“ (The Yokel), 1953 г.
- „Глутница вълци“ (Wolf Pack), 1953 г.
- „Смъртта на човека от космоса“ (Death of the Spaceman), 1954 г.
- „Аз те направих“ (I Made You), 1954 г.
- „Memento Homo“, 1954 г.
- „Връзките, които обвързват“ (The Ties That Bind), 1954 г.
- „Волята“ (The Will), 1954 г.
- „Пътят на бунтаря“ (Way of a Rebel), 1954 г.
- „Първата кантата“ (The First Canticle), 1955 г.
- „Танцьорът“ (The Hoofer), 1955 г.
- „Нищожен скункс такъв!“ (You Trifling Skunk!), 1955 г.
- „Кабелджията“ (The Lineman), 1957 г.
- „Песента на Мариа“ (The Song of Marya), 1957 г.
- „Отмъщение за Николай“ (Vengeance for Nikolai), 1957 г.
- „Условно човек“ (Conditionally Human)
- „Поглед откъм звездите“ (The View From The Stars)